# Oscar Dessomville
Oscar Charles Dessomville (Gant, Flandes Oriental, 19 d'agost de 1876 – Gant, 30 d'agost de 1938) va ser un remer belga que va competir cavall del segle xix i el segle xx.
El 1900 va prendre part en els Jocs Olímpics de París, on guanyà una medalla de plata en la prova de vuit amb timoner com a membre de l'equip Royal Club Nautique de Gand. Vuit anys més tard, als Jocs Olímpics de Londres, repetí medalla en la mateixa prova.